# Pantego (Texas)
Pantego ist eine amerikanische Gemeinde im Nordosten des Bundesstaates Texas, USA nahe Arlington. Pantego gehört zum Verwaltungsbezirk von Tarrant County in der Metropolregion Dallas-Fort Worth. Sie liegt ca. 50 km östlich der Großstadt Dallas und ca. 30 km westlich von Fort Worth. Das U.S. Census Bureau hat bei der Volkszählung 2020 eine Einwohnerzahl von 2.568 ermittelt.

## Geschichte
Pantego wurde 1949 gegründet.
Ursprünglich hatte an jenem Ort 1542 der spanische Entdecker Luis de Moscoso Alvarado mit seiner Mannschaft ein Lager aufgeschlagen.
Um 1841 lieferte sich General Edward H. Tarrant mit seinen Truppen in diesem Gebiet ein Gefecht mit Indianern. Der erste Census wurde 1790 durchgeführt.
Aktueller Bürgermeister ist Doug Davis. Er löste im Mai 2017 Melody Paradise als Bürgermeister ab.

### Einwohnerentwicklung 1950 bis 2020
| Jahr | Einwohner |
| ---- | --------- |
| 1950 | 646       |
| 1960 | 238       |
| 1970 | 1779      |
| 1980 | 2431      |
| 1990 | 2371      |
| 2000 | 2318      |
| 2010 | 2394      |
| 2020 | 2568      |

## Geographie
Pantego grenzt Westen, Norden und Osten an die City of Arlington und im Süden an Dalworthington Gardens.
Pantego liegt in der Mitte zwischen Fort Worth im Westen und Dallas im Osten, im US-Bundesstaat Texas. Die nächstgrößere Stadt ist die ca. 10 km nördlich entfernte Stadt Arlington.

### Klima
Die Region um Pantego hat warme Sommer und milde Winter. Während in den Sommermonaten Temperaturen von über 30 Grad Celsius herrschen, sinkt das Thermometer im Winter selten unter 0 Grad Celsius.
Durchschnittliche Temperatur der letzten 15 Jahre
Januar 6,7 °C
Februar 8,4 °C
März 13,2 °C
April 19,5 °C
Mai 24,2 °C
Juni 29,0 °C
Juli 31,5 °C
August 30,6 °C
September 26,7 °C
Oktober 20,2 °C
November 14,3 °C
Dezember 8,7 °C

## Kultur und Soziales
Pantego verfügt über eine eigene Polizei- und Feuerwehrstation.
Briefe und Post werden in Pantego durch USPS mit Sitz in Arlington beliefert.

### Schule und Bildung
Pantego hat weder ein eigenes College noch eine Universität, sondern nur die Pantego Christian Academy mit Elementary-, Middle- und Highschool.
Schüler können allerdings auch die High Schools Hill Elementary School, Bailey Junior High School und die Arlington High School jeweils in Arlington besuchen. Arlington bietet zudem auch das Tarrant County College und die University of Texas at Arlington.

### Sport
In Pantego hat die lokale Highschool unter dem Namen Pantego Christian Sports Team diverse Mannschaften in unterschiedlichen Sportarten im Rennen. Die Pantego Panthers bieten Jungen Baseball, Basketball, Football, Fußball und Wrestling an. Mädchen können den Panthers in den Sportarten Basketball, Fußball, Softball und Volleyball beitreten.
Im näheren Umkreis gelegen gibt es Sportteams aus diversen amerikanischen Profiligen. Arlington beispielsweise beheimatet die Texas Rangers (MLB – Baseball), Dallas die Dallas Stars (NHL – Eishockey), Dallas Mavericks (NBA – Basketball), Dallas Cowboys (NFL – Football) und den FC Dallas (Fußball – MLS).

### Parks
Pantego besitzt einen eigenen Park, den Bicentennial Park, der 1976 eröffnet und 1990 erweitert wurde. Der Bicentennial Park bietet neben weitläufigen Wiesen und Baumbeständen auch ein Gemeindezentrum, einen Wanderpfad und einen Kinderspielplatz.